# Little Feat
Little Feat è un gruppo rock statunitense formato nel 1969 dal cantautore, cantante e chitarrista Lowell George e dal tastierista Bill Payne a Los Angeles. Il gruppo si sciolse nel 1979, prima della morte di George per riformarsi nove anni dopo. Nella loro musica coesistono influenze blues, R&B, country, funk e rock and roll.

## Storia

### Era Lowell George (1969-1979)
Lowell George incontrò Payne quando George era un membro dei Mothers of Invention di Frank Zappa. Payne fece un'audizione per i Mothers, ma non s'unì al gruppo. A loro si affiancarono l'ex bassista dei Mothers Roy Estrada e il batterista Richie Hayward della band precedente di George, The Factory. Il nome del complesso fu preso da un commento fatto dal batterista dei Mothers Jimmy Carl Black sui "little feet" (piedi piccoli) di George.
Ci sono tre aneddoti sulla nascita dei Little Feat. Uno è che George presentò a Frank Zappa la sua canzone Willin', e che Zappa lo licenziò dai Mothers perché sentì che George aveva troppo talento per esser semplicemente un membro del gruppo, e gli disse di formarsi una sua propria band. 
La seconda versione è che Zappa lo licenziò per aver suonato un assolo di chitarra per 15 minuti con l'amplificatore spento!
La terza versione dice che Zappa lo allontanò perché Willin' conteneva riferimenti alla droga. Ironicamente, quando Willin' fu incisa per il primo, eponimo album dei Little Feat, George si ferì alla mano e non poté suonare, così Ry Cooder lo rimpiazzò e suonò la sua parte. Ciò fu una ragione perché Willin' venne re-incisa e inclusa nel loro secondo album Sailin' Shoes.
Quest'ultimo è stato anche il primo disco dei Little Feat a contenere disegni di copertina di Neon Park, che disegnò quella di Weasels Ripped My Flesh di Zappa.
I primi due album, Little Feat e Sailin' Shoes, ricevettero un'acclamazione quasi unanime da parte della critica ma non del pubblico. La canzone di George Willin' divenne un punto di riferimento, resa poi popolare dalla sua inclusione nell'album Heart Like a Wheel di Linda Ronstadt.

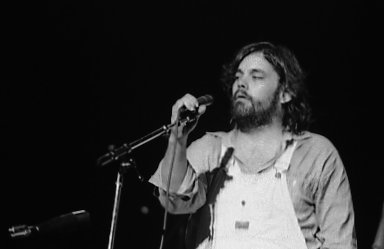
Lowell George (1977)

La mancanza di successo commerciale portò però ad una prima divisione del gruppo, con Estrada che se ne andò per unirsi alla Magic Band di Captain Beefheart. Nel 1972 i Little Feat si riformarono, con il bassista Kenny Gradney a sostituire Estrada. La band aggiunse anche un altro chitarrista/cantante, Paul Barrere, e il percussionista Sam Clayton. Questa nuova formazione arricchì ulteriormente il sound del complesso aggiungendo anche elementi tipidi del funk di New Orleans. Il gruppo proseguì registrando Dixie Chicken (1973) uno dei loro album più conosciuti ed il primo interamente prodotto da Lowell George, come pure Feats Don't Fail Me Now (1974), che era un tentativo in studio di catturare parte dell'energia dei loro concerti dal vivo. I membri dei Rolling Stones e dei Led Zeppelin erano tra i fan fedeli dei Feat, dando prova della loro influenza musicale. Mick Taylor, ad esempio, può essere ascoltato come ospite nel brano "A Apolitical Blues" registrato durante un concerto al Rainbow Theatre nel 1977 e pubblicato nell'album dal vivo Waiting for Columbus.  Lowell George era rispettato per il suo genio idiosincratico, per creare melodie e testi sofisticati e per il suo alto standard di produzione. Però egli è probabilmente ricordato di più per il suo esuberante, unico, slide style, caratterizzato da linee di legato sostenute, cristalline. La sua voce calda, espressiva ha influenzato molti artisti.
L'uscita di The Last Record Album nel 1975 segna un altro cambiamento nelle sonorità dei Little Feat, con Barrere e Payne che cominciarono ad interessarsi al jazz-rock. Prima dell'incisione di The Last Record Album, il batterista Ritchie Hayward ebbe un incidente motociclistico e la copertina del LP venne illustrata da copie dei suoi numerosi conti ospedalieri.Da The Last Record Album è tratta la canzone All That You Dream che fu utilizzata nell'ultima scena della serie TV The Sopranos.
Lowell George continuò a produrre gli album della band fino al 1975 ma il suo contributo di cantautore diminuì quando il gruppo passò al jazz fusion.  Il loro jazz venne in seguito esteso in Time Loves a Hero del 1977. L'album riproduce sulla copertina la Cattolica di Stilo, monumento storico bizantino situato a Stilo e candidato a diventare patrimonio dell'UNESCO.
Nell'agosto 1977 i Little Feat registrarono, in previsione di un album dal vivo, una serie di concerti al Rainbow Theatre di Londra e all'auditorium Lisner di Washington. Waiting for Columbus, tratto da queste registrazioni, è considerato da numerosi critici musicali uno dei migliori dischi dal vivo di tutti i tempi. Uscì nel 1978 ed è uno degli album più venduti della band. Tuttavia il 1978 è anche l'anno da cui divenne chiaro che l'interesse di George per la band stava calando, come del resto anche la sua salute. Al termine di una fortunata tournée mondiale, nel 1979 la band ritornò in studio per produrre il seguito di Waiting For Columbus. George lavorò un po' a quello che sarebbe divenuto Down On the Farm registrando tutte le parti vocali per poi abbandonare il progetto dedicandosi invece alla promozione del suo album solista Thanks, I'll Eat It Here - annunciando, di fatto, lo scioglimento dei Little Feat. 
Durante il tour di Thanks, I'll Eat It Here del giugno 1979, George venne trovato morto nella sua stanza di hotel ad Arlington, Virginia. L'autopsia rivelò che la morte fu causata da attacco cardiaco: è probabile che il peso di George, l'uso di droga, e la fatica del tour abbiano contribuito al decesso.

I membri rimasti terminarono le registrazioni di Down on the Farm, prima di sciogliersi a tutti gli nel 1979. Un retrospettivo album doppio, compilation di registrazioni rare e tracce dal vivo, Hoy-hoy, uscì nel 1981.

### Il periodo Craig Fuller (1988-1993)

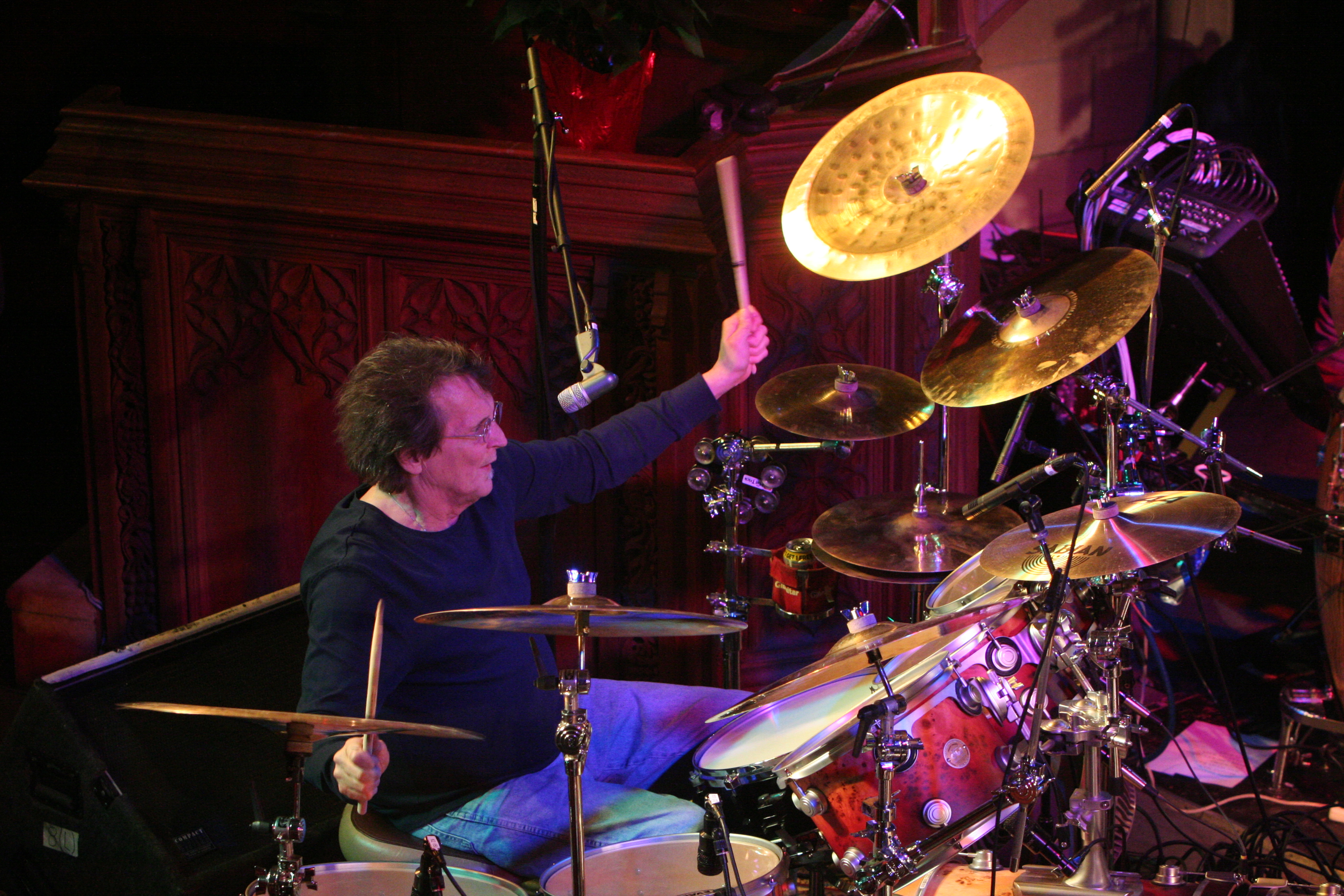
Richie Hayward (2009)

Nel 1986 Richie Hayward, Paul Barrere e Bill Payne furono invitati a suonare in Blue Slipper, l'album di debutto di Helen Watson. Essi in seguito comparirono nel suo secondo disco, The weather inside. 
I vecchi membri rimasti dei Little Feat poi si riunirono quando Barrere, Clayton, Gradney, Hayward e Payne aggiunsero il cantautore Craig Fuller, già dei Pure Prairie League, e Fred Tackett alla chitarra, mandolino e tromba. La band ammirava il lavoro precedente di Fuller e fu impressionata quando egli fece il tour con loro nel 1978, come parte del gruppo Fuller/Kaz. Essi non chiesero neppure un'audizione, semplicemente dissero che avevano bisogno di lui; la riformazione dei Little Feat fu completa.
La prima uscita della nuova formazione, Let It Roll, fu un grande successo, garantendo ai Feat il loro primo disco d'oro. Concerti tutto esaurito furono eseguiti in tutta la nazione, con show entusiasmanti.
La voce e la grande energia di Fuller furono la principale ragione di tale successo.  Barrere, Payne e soci erano contenti della risposta del pubblico: essi non erano solo capaci di riproporre i classici dei Feat, ma anche la nuova musica era valida.  Gli irriducibili dei Little Feat non potevano accettare il gruppo senza Lowell George, ma i nuovi Feat con Fuller fecero un rientro in scena che li fece conoscere ad una intera nuova generazione.
I Little Feat fecero due ulteriori dischi con Fuller, e la band continuò i tour su larga scala. Fuller lasciò il gruppo, constatando che i concerti richiedevano troppo tempo lontano dalla sua famiglia; egli ha iniziato una carriera solistica e ancora collabora con i Feat all'occasione.

### Il periodo Shaun Murphy (1993-oggi)

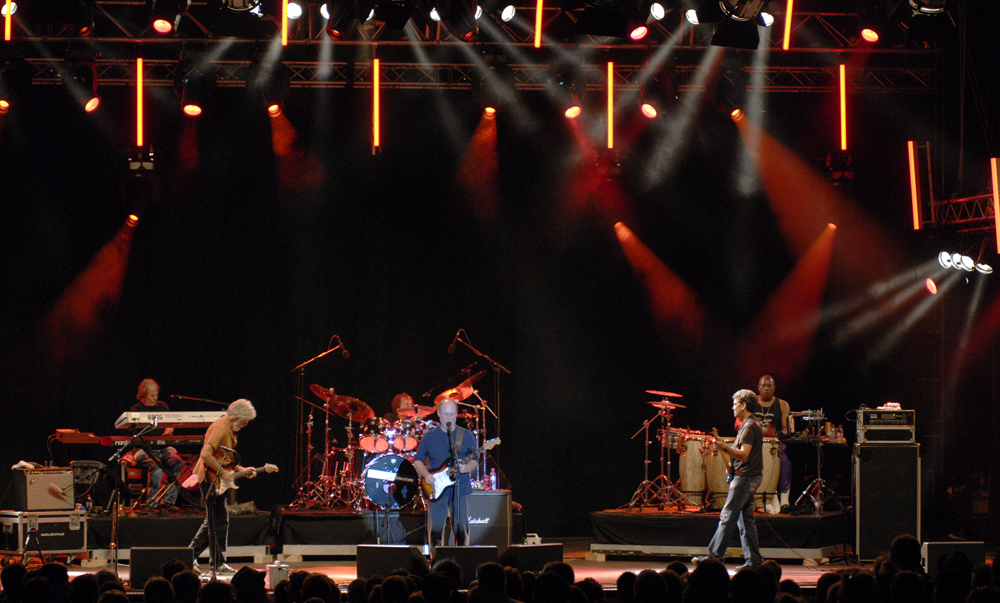
La band al JazzFest del 2009 a Stoccolma

Craig Fuller fu sostituito da Shaun Murphy nel settembre 1993. Con Murphy il tono dei concerti dei Little Feat è più rilassato e si presta a maggiori improvvisazioni libere.
Gli album in studio con Murphy non riuscirono ad attrarre molti dei fan originali e di seconda generazione dei Feat. Nonostante ciò i nuovi Little Feat sono ancora apprezzati da un pubblico entusiasta e ogni anno, negli USA, e all'occasione all'estero, fanno tour regolarmente.
Il gruppo arriva al suo 20º anniversario con la band attiva come una volta, con appena un cambio nella formazione dal 1988.
Alcuni dei più famosi musicisti e gruppi a suonare e registrare la musica dei Little Feat includono The Black Crowes, The Byrds, Jackson Browne, Nicolette Larson, Randy Newman, Robert Palmer, Linda Ronstadt, Carly Simon, Van Halen, The Tower of Power Horn Section.

## Formazione
Attuale
- Bill Payne – voce, tastiera, piano (1969–presente)
- Sam Clayton – percussioni, voce (1972–presente)
- Kenny Gradney – basso(1972–presente)
- Fred Tackett – chitarra, mandolino, tromba, voce (1987–presente)
- Gabe Ford – batteria, cori (2009–presente)

Ex-componenti
- Richie Hayward – batteria, cori (1969–2009; deceduto nel 2010)
- Lowell George – voce, chitarra, armonica (1969–1979; deceduto nel 1979)
- Roy Estrada – basso, cori (1969–1972)
- Craig Fuller – voce, chitarra ritmica (1987–1993)
- Shaun Murphy – voce, tamburello (1993–2009)
- Paul Barrere – voce, chitarra (1972–2019; deceduto nel 2019)

## Discografia

### Album in studio
- 1970 - Little Feat
- 1972 - Sailin' Shoes
- 1973 - Dixie Chicken
- 1974 - Feats Don't Fail Me Now
- 1975 - The Last Record Album
- 1977 - Time Loves a Hero
- 1979 - Down on the Farm
- 1988 - Let It Roll
- 1990 - Representing the Mambo
- 1991 - Shake Me Up
- 1995 - Ain't Had Enough Fun
- 1998 - Under the Radar
- 2000 - Chinese Work Songs
- 2003 - Kickin' It at the Barn
- 2008 - Join the Band
- 2012 - Rooster Rag

### Live
- 1978 - Waiting for Columbus (Warner Bros. Records)
- 1996 - Live from Neon Park (Zoo Entertainment Records) 2 CD
- 2000 - Extended Versions: The Encore Collection (BMG Records) Raccolta Live
- 2001 - Late Night Truck Stop (Burning Airlines Records)
- 2002 - Live at the Rams Head (Hot Tomato Records) 2 CD
- 2003 - Down Upon the Suwannee River (Hot Tomato Records)
- 2003 - Highwire Act - Live in St. Louis 2003 (Eagle Records) 2 CD
- 2005 - Barnstormin' Live - Volume One (Hot Tomato Records)
- 2005 - Barnstormin' Live - Volume Two (Hot Tomato Records)
- 2007 - Rocky Mountain Jam (Hot Tomato Records)
- 2010 - Rams Head Revisited (Hot Tomato Records)

### Raccolte
- 1981 - Hoy-Hoy! (Warner Bros. Records)
- 1986 - As Time Goes By: The Very Best of Little Feat (Warner Bros. Records)
- 2000 - Hotcakes & Outtakes: 30 Years of Little Feat (Rhino Records) Box 4 CD
- 2002 - Ripe Tomatos - Volume One (Hot Tomato Records) 2 CD
- 2002 - Raw Tomatos - Volume One (Hot Tomato Records) 2 CD
- 2005 - The Essentials (WEA International Records)
- 2006 - Barnstormin' Live Volumes One + Two (Hot Tomato Records) 2 CD
- 2006 - The Best of Little Feat (Rhino Records)